# Seznam pivovarů v Česku
Seznam pivovarů v České republice je výčtem aktuálně provozovaných pivovarů (s ročním výstavem větším než 10 000 hektolitrů) rozděleným podle krajů. Minipivovary,  pivovary zrušené a zaniklé jsou uvedeny samostatně.

## Pivovary

### Praha
- Pivovar Staropramen – značky Staropramen, Braník

### Středočeský kraj
- Pivovar Beroun – značka Berounský medvěd
- Pivovar Benešov – značka Ferdinand
- Pivovar Březnice – značky Březňák, Herold
- Pivovar Kácov – značka Hubertus
- Pivovar Krušovice – značka Krušovice
- Pivovar Nymburk – značka Postřižinské pivo
- Pivovar Podkováň – značka Podkováňské pivo
- Pivovar Rakovník – značky Bakalář, Pražačka, Černovar
- Pivovar Únětice – značka Únětické pivo
- Pivovar Velké Popovice – značka Velkopopovický Kozel

### Jihočeský kraj
- Pivovar České Budějovice - Budvar – značka Budvar
- Pivovar České Budějovice - měšťanský – značka Samson, B.B.
- Pivovar Kožlí – značka Orlík[1]
- Pivovar Protivín – značky Platan, Schwarzenberg, Lobkowicz Premium, Bruncvík
- Pivovar Soběslav – značka Soběslav[2]
- Pivovar Strakonice – značka Nektar, Dudák
- Pivovar Stráž nad Nežárkou – značky: Strážská Ema 11%, Strážský Hofmistr 12%, Strážský Baron 13%, Černej pes 12%[3]
- Pivovar Třeboň – značka Regent

### Plzeňský kraj
- Pivovar Chodová Planá – značka Chodovar
- Pivovar Gambrinus Plzeň[4] – značka Gambrinus
- Měšťanský pivovar Plzeň – značka Pilsner Urquell
- Pivovar Domažlice - značky Domažlická 10°, Čerchov 11°, Domažlická 12°, Domažlický Doppel a Čakan

### Karlovarský kraj
- Pivovar Permon, Sokolov - značka Permon
- Zámecký pivovar Chyše - značka Prokop (světlý 11°, jantarový 11°, tmavý 12°)

### Ústecký kraj
- Pivovar Březňák – značka Březňák

### Liberecký kraj
- Pivovar Cvikov – značky Klíč 12°, Hvozd 11°, Luž 10°, Sklář 8°, Sváteční 13° a Výroční 14°
- Pivovar Frýdlant – značka Albrecht
- Pivovar Rohozec – značka Rohozec – Skalák 11, Rohozec dvanáctka, Rohozec třináctka, Rohozec jedenáctka řezaná, Prometheus, Cherry beer, světlé Ypsilon a tmavé Iks, Limonády z vod z vlastních vrtů (zázvorová, pomerančová, malinová, colová) a další produkty.
- Pivovar Svijany – značka Svijany
- Pivovar Vratislavice nad Nisou – značka Konrad, Vratislav

### Královéhradecký kraj
- Pivovar Broumov – značka Opat
- Pivovar Náchod – značka Primátor
- Pivovar Nová Paka – značka Novopacké
- Pivovar Agent – Olešnice v Orlických horách[5]
- Pivovar Trutnov – značka Krakonoš
- Pivovar Dobruška- značka Rampušák

### Pardubický kraj
- Pivovar Hlinsko – značka Rychtář
- Pivovar Polička – značka Poličské pivo

### Kraj Vysočina
- Pivovar Havlíčkův Brod – značka Rebel
- Pivovar Humpolec – značka Bernard
- Pivovar Chotěboř – značka Chotěboř
- Pivovar Jihlava – značka Ježek
- Pivovar Pelhřimov – značka Poutník
- Pivovar Kamenice nad Lipou – značka Pivovar Kamenice
- Pivovar Dalešice – značka Dalešice

### Jihomoravský kraj
- Pivovar Brno – značka Starobrno
- Pivovar Břeclav – značky Podlužan, Kanec
- Pivovar Černá Hora – značka Černá Hora
- Znojemský městský pivovar – Znojemský Sauvin 11%, Znojemská 11%, Znojemská 12%, Znojemská Rotunda 11%

### Olomoucký kraj
- Pivovar Hanušovice – značka Holba
- Pivovar Litovel – značka Litovel
- Pivovar Přerov – značka Zubr

### Moravskoslezský kraj
- Pivovar Starobělský Ležák – značka Starobělský Ležák
- Pivovar Nošovice – značka Radegast
- Pivovar Ostrava – značka Ostravar

## Vlastnická struktura pivovarů
| Název pivovaru       | Značka piva                                                                  | Většinový vlastník                                      | Země vlastníka |
| -------------------- | ---------------------------------------------------------------------------- | ------------------------------------------------------- | -------------- |
| Plzeňský prazdroj    | Pilsner Urquell, Gambrinus, Radegast, Velkopopovický kozel, Primus, Proud    | Asahi Group Holdings                                    | Japonsko       |
| Pivovary Staropramen | Staropramen, Velvet, Ostravar, Braník, Vratislav                             | Molson Coors Brewing Co.                                | Kanada a USA   |
| Heineken ČR          | Zlatopramen, Krušovice, Starobrno, Březňák, Hostan, Louny                    | Heineken N. V.                                          | Nizozemsko     |
| Budějovický Budvar   | Budějovický Budvar, Pardál                                                   | národní podnik                                          | Česko          |
| Lobkowicz Group      | Lobkowicz, Platan, Uherský Brod, Merlin, Klášter, Rychtář, Černá Hora, Ježek | Lapasan (CITIC)                                         | Čína           |
| LIF Group            | Svijany, Rohozec, Primátor                                                   | LIF Group                                               | Česko          |
| Pivovary CZ Group    | Holba, Litovel, Zubr                                                         | Kofola ČeskoSlovensko                                   | Česko          |
| Pivovar Bernard      | Bernard                                                                      | 50% DuvelMoortgat 25% Stanislav Bernard 25% Josef Vávra | Belgie         |
| Pivovar Nymburk      | Postřižinské pivo                                                            | Ing. Pavel Benák                                        | Česko          |
| Pivovar Samson       | Samson                                                                       | Anheuser-Busch inBev                                    | USA            |